# Bellossom
Bellossom (japanski: キレイハナ Kireihana) jedan je od 1025 fiktivnih vrsta Pokémona iz medijske franšize Pokémon, skupa Pokémon videoigara, animiranih serija, manga stripova, knjiga, igraćih karata i drugih medija kojima je tvorac Satoshi Tajiri. Svrha je Bellossoma u videoigrama, animiranoj seriji i manga stripovima, kao i svrha ostalih Pokémona, borba s divljim Pokémonima – neukroćenim stvorenjima koje igrači i likovi pronalaze dok kreću na razne avanture – i pripitomljenim Pokémonima drugih Pokémon trenera.
Njegovo ime kombinacija je engleskih riječi "bell" = zvono, i "blossom" = procvjetati, s umiješanim korijenom latinske riječi "bella" = lijepa. Njegovo japansko ime, Kireihana, doslovno znači "predivni cvijet". 

## Biološke karakteristike
Bellosom je dnevni Pokémon. Razvije se iz Glooma ako je izložen Sunčanom kamenu. Zbog toga, većinom ga se može pronaći u tropskom pojasu i područjima s mnogo Sunčeve svjetlosti. Zabilježeno je da što je smrdljiviji bio kao Gloom, bit će ljepši kao Bellossom. Ako su Gloomove latice bile posebno smrdljive, kada postane Bellossom, njegove će latice biti još ljepše. Bellossom je izuzetno miroljubiv i prijateljski raspoložen Pokémon, iako zna biti veoma teritorijalan (kao i većina Travnatih Pokémona), i nasilne tuče mogu izbiti ako se na njegovom teritoriju nađe uljez ili izazivač. Unatoč tome, veoma je druželjubiv izvan svog samoodređenog teritorija, te je čest prizor ugledati grupu Bellossoma kada se sretnu na jednoj lokaciji i zajedno plešu. Kaže se da ovaj ples priziva sunce.
Bellossomove latice mogu se vrtjeti te se vrte većinom kada Pokémon upija sunčevu svjetlost. Boja njegovih latica varira od bolesnosmeđe i sive, do fluorescentne žute i crvene, ovisno o tome koliko je sunčeve svjetlosti upio u zadnjih nekoliko sati (slika prikazuje Bellossoma koji je između ta dva ekstrema). Kada mu se latice pomiču (ili zbog vrtnje ili plesanja) trljaju se jedna o drugu, proizvodeći opuštajuću melodiju nalik zvonjenju; neki se Bellossomi treniraju kako bi kontrolirali ove zvukove, i njima činili odgovarajuću glazbu. Latice na njegovoj glavi stvaraju ugodan miris, što je još jedan od razloga zašto ga mnogi Pokémon treneri žele u svom timu.
Kada je Bellossom suočen s opasnošću, upotrijebit će cijelo svoje tijelo kako bi odvratio protivnika. Njegov Ples latica (Petal Dance), divljanje je od 2-3 kruga u kojem se, plešući, zalijeće u protivnika okružen "olujom" latica. Upotrijebit će i Čaroban list (Magical Leaf) kako bi napao protivnika bez promašaja. Ako se ovi napadi ne pokažu učinkovitima, upotrijebit će Sunčevu zraku (Solar Beam) kako bi srušio protivnika mlazom Sunčeve svjetlosti. Bellossom nauči Sunčevu zraku prirodnim putem; Tehnički uređaj (TM) nije nužan.
Začudo, Bellossom uopće ne može naučiti Jutarnje sunce (Morning Sun), ali zna tehniku Mjesečine (Moonlight) od svog prijašnjeg oblika, Glooma. Može naučiti Sintezu (Synthesis) kroz Uzgajanje.

## U videoigrama
Bellossom je čudan Pokémon zbog činjenice da je jedan od Pokémona koji izgubi svoj tip kada evoluira iz Glooma. "Čistokrvni" je Travnati Pokémon, dok je kao Gloom bio Travnati/Otrovni Pokémon. Otrovni tip ne bude zamijenjen nekim drugim tipom, kao kod ostalih Pokémona. Samo nestane.
U isto vrijeme, jedan je od tri Pokémona koji se zapravo smanjuju umjesto da narastu kada evoluiraju, kao svi ostali Pokémoni. U svom obliku manji je i od svog Elementarnog oblika, Oddisha. Ostala dva su Porygon, nakon što evoluira u Porygon2 i Haunter nakon što evoluira u Gengara. Ovo se isto događa s Dragonairom kada evoluira u Dragonitea, ali u ovom slučaju, mijenja oblik iz zmije u glomaznog zmaja, i samo je duljina smanjena.
Bellossoma se ne može naći u divljini; mora ga se razviti iz Glooma koristeći Sunčani kamen. Može ga se razviti na ovaj način počevši s Pokémon Gold i Silver nadalje.

## U animiranoj seriji
Bellossom je značajan po tome što je jedan od rijetkih Pokémona po kojemu je neka pjesma dobila ime. Za film Pokémon 2000, pjesma Dance of the Bellossom sastavljena je u stilu glazbe koju Bellossomi stvaraju kada plešu.
Osim toga, Bellossom je popularan Pokémon koji se često pojavljuje u seriji, obično prikazivan kao uobražen i umišljen Pokémon, pojavljujući se epizodama, 124, 148, 180, 182, 189, 195, 202, 251, 260, 287, 290, 291, 311 i 339. 